# 克羅地亞側帶雅羅魚
克羅地亞側帶雅羅魚（學名：Telestes karsticus）為輻鰭魚綱鯉形目雅羅魚科的其中一種，被IUCN列為瀕危保育類動物，分布於歐洲克羅埃西亞淡水流域，為特有種，體長可達12.7公分，生活習性不明。